# Sjuhundra kontrakt
Sjuhundra kontrakt är ett före detta kontrakt i Uppsala stift inom Svenska kyrkan. Det upphörde den 1 juli 2008 då det uppgick i Upplands östra kontrakt.
Kontraktskoden var 0104. Koden övertogs av det nybildade Upplands östra kontrakt.

## Administrativ historik
Kontraktet omfattade
- Rimbo församling
- Rö församling som 2008 uppgick i Husby, Skederid och Rö församling
- Husby-Sjuhundra församling som 2008 uppgick i Husby, Skederid och Rö församling
- Skederids församling som 2008 uppgick i Husby, Skederid och Rö församling
- Fasterna församling
- Närtuna församling som 1972 tillfördes från Sigtuna kontrakt
- Gottröra församling som 1972 tillfördes från Sigtuna kontrakt
- Rådmansö församling
- Frötuna församling
- Norrtälje församling som 2001 uppgick i Norrtälje-Malsta församling
- Malsta församling som 1974 tillfördes från Närdinghundra och Lyhundra kontrakt och som 2001 uppgick i Norrtälje-Malsta församling
- Länna församling
- Blidö församling
- Riala församling
- Roslags-Kulla församling som 1977 överfördes till Värmdö kontrakt i Stockholms stift
- Roslags-Bro församling som 2006 tillfördes från Närdinghundra och Lyhundra kontrakt
- Vätö församling som 2006 tillfördes från Närdinghundra och Lyhundra kontrakt